# Emil Daniels
Emil Daniels (* 8. März 1863 in Osnabrück; † 1934 in Berlin) war ein deutscher Historiker.

## Leben und Arbeit
Nach dem Studium der Geschichtswissenschaft legte Daniels, ein Schüler Hans Delbrücks, 1886 in Greifswald seine Dissertation mit dem Titel „Zur Schlacht von Torgau am 3. November 1760. Eine Säkularerinnerung an Hans Joachim von Zieten“ vor.
Neben diversen Monographien und Aufsätzen produzierte Daniels, politisch wie historisch national-konservativen Ansichten verpflichtet, vor allem Artikel für die von Delbrück herausgegebenen Preußischen Jahrbücher, an denen er als "politischer Korrespondent" und später als Schriftleiter mitarbeitete. Dort äußerte er sich etwa zu solchen Themen wie die Beziehungen der europäischen Großmächte oder die Massaker an den im Osmanischen Reich lebenden Armeniern während des Ersten Weltkrieges, über die er noch während des Krieges befand: “Die armenische Frage findet in Deutschland geringes Interesse; nur eine Handvoll berufsmässiger Politiker und ein Häufchen Idealisten nehmen an dem Schicksal der Armenier teil.”
Den Ausbruch des Krieges im Sommer 1914 traf Daniels unerwartet, hatte er doch noch im Frühjahr 1914 "eine gegenwärtige Ära der Entspannung" festmachen zu können geglaubt.
In den Jahren der Weimarer Republik wandte Daniels sich in zahlreichen Veröffentlichungen gegen die Ideen von Demokratie, Republikanismus und Völkerbund. Als Hauptgrund für die deutsche Niederlage im Ersten Weltkrieg identifizierte er nachträglich die konstitutionell-parlamentarischen Elemente des Kaiserreiches, die dessen Schwachstelle gewesen seien. Den Völkerbund wertete er als eine Gefahr für Patriotismus und Nationalgefühl, die dieser verwässern würde, strikt ab. International tat Daniels sich vor allem durch seine Mitarbeit an der angesehenen Reihe "Cambridge Modern History" hervor.
In den späteren 1920er Jahren wirkte Daniels zudem an der Abschließung von Delbrücks großem siebenteiligen Alterswerk „Geschichte der Kriegskunst im Rahmen der politischen Geschichte“ mit, dessen letzte drei Teile er mitverfasste. Von besonderem Rang sind dabei die drei Bücher des 6. Teils, in denen er eine Geschichte des Deutsch-Französischen Krieges von 1870/71 schildert, die lange Zeit als Standardwerk galt.
Daniels, dessen letzter eruierbarer Wohnort Berlin war, verstarb im Jahr 1934 im Alter von knapp 81 Jahren.

## Werke

### Autor
- Zur Schlacht von Torgau am 3. November 1760. Eine Säkularerinnerung an Hans Joachim von Zieten, Greifswald 1886.
- Das Staat von Venedig in seiner älteren Zeit, s. l. 1906.
- Das Antike Kriegswesen, Leipzig 1910.
- Englische und französische Kriegsliteratur, Berlin 1916.
- Geschichte des Kriegswesens, Leipzig s. a.
- Geschichte der Kriegskunst: Teil 5 bis 7 (Reihe zu Ende geführt für Hans Delbrück):
  - Die Politik verdirbt die Strategie: Der Deutsch-Französische Krieg 1870–1871, (= Geschichte der Kriegskunst, Teil 6, Buch 1), 1929.
  - Masse gegen Qualität: der deutsch-französische Krieg 1870–1871, (= Geschichte der Kriegskunst, Teil 6, Buch 2), 1931.
  - Die Völker lernen nichts aus der Geschichte: Der Deutsch-Französische Krieg 1870–1871, (= Geschichte der Kriegskunst, Teil 6, Buch 3), 1932.
- Englische Staatsmänner. Von Pitt bis Asquith und Grey, Berlin 1925.

### Herausgeber
- „Am Webstuhl der Zeit. Eine Erinnerungsausgabe. Hans Delbrück, dem Achtzigjährigen, von Freunden und Schülern dargebracht“, Berlin 1928. (Festschrift)